# Venezuela i olympiska sommarspelen 1992
Venezuela deltog i de olympiska sommarspelen 1992 med en trupp bestående av 26 deltagare, men ingen av landets deltagare erövrade någon medalj.

## Basket
Herrar
Gruppspel
| Nr | Lag         | S | V | O | F | GM  | IM  | MS   | P |
| -- | ----------- | - | - | - | - | --- | --- | ---- | - |
| 1  | OSS         | 5 | 4 | 0 | 1 | 425 | 373 | +52  | 9 |
| 2  | Litauen     | 5 | 4 | 0 | 1 | 481 | 424 | +57  | 9 |
| 3  | Australien  | 5 | 3 | 0 | 2 | 432 | 396 | +36  | 8 |
| 4  | Puerto Rico | 5 | 3 | 0 | 2 | 445 | 440 | +5   | 8 |
| 5  | Venezuela   | 5 | 1 | 0 | 4 | 392 | 427 | −35  | 6 |
| 6  | Kina        | 5 | 0 | 0 | 5 | 381 | 496 | −115 | 5 |

| Hemma \ Borta | Australien | Kina   | OSS    | Litauen | Puerto Rico | Venezuela |
| Australien    | —          | 88–66  | 63–85  | 87–98   | 116–76      | 78–71     |
| Kina          | 66–88      | —      | 84–100 | 75–112  | 68–100      | 88–96     |
| OSS           | 85–63      | 100–84 | —      | 92–80   | 70–82       | 78–64     |
| Litauen       | 98–87      | 112–75 | 80–92  | —       | 104–91      | 87–79     |
| Puerto Rico   | 76–116     | 100–68 | 82–70  | 91–104  | —           | 96–82     |
| Venezuela     | 71–78      | 96–88  | 64–78  | 79–87   | 82–96       | —         |

## Boxning
Flugvikt
- David Serradas
  - Första omgången — Besegrade Angel Chacon Rodriguez (PUR), 12:3
  - Andra omgången — Besegrade Mario Loch (GER), 9:4
  - Kvartsfinal — Förlorade mot Raúl González (CUB), 7:14

Weltervikt
- José Guzman
  - Första omgången — Förlorade mot Nicodemus Odore (KEN), RSCH-2

Lätt tungvikt
- Raimundo Yant
  - Första omgången — Förlorade mot Mohamed Benguesmia (ALG), 11:15

## Cykling
Herrarnas linjelopp
- Carlos Maya
- Hussein Monsalve
- Robinson Merchan

Damernas sprint
- Daniela Larreal

## Judo
Damernas halv mellanvikt (-61 kg)
- Xiomara Griffith
  - Final — 7:e plats

Damernas extra lättvikt (-48 kg)
- María Villapol
  - Final — 7:e plats

Herrarnas extra lättvikt (-60 kg)
- Willis García
  - Final — 7:e plats

## Konstsim
Damernas solo
- María Elena Giusti
  - Final — 9:e plats

## Simhopp
Herrarnas 3 m
- Dario di Fazio
  - Kval — 332,43 poäng (→ gick inte vidare, 25:e plats)

Herrarnas 10 m
- Dario di Fazio
  - Kval — 317,04 (→ gick inte vidare, 23:e plats)